# Unitárius Közlöny
Unitárius Közlöny unitárius havilap. Az Erdélyi Unitárius Egyház időszaki kiadványa. Székhely: Kolozsvár. Újraindult 1990 júliusában.  A folyóirat negyven évnyi kényszerű szünet után folytatta tevékenységét. A szerkesztői egymást követően: Szabó Árpád, Molnos Lajos, Rezi Elek és Gál Mária. 1993-tól 1996-ig Szabó Árpád és Rezi Elek, 1997-től Rezi Elek (2002-ig Kovács Sándorral, 2004-ig Kovács Istvánnal, 2004-től Jakabffy Tamással).

## Előzménye 1888-1948 közt
A lap előzménye azonos címen Erdély egyik legrégibb egyházi lapja, mely 1888-1948 közt jelent meg. 1888-ban a Dávid Ferenc Egylet alapította, első főszerkesztője 1888-tól 1924-ig Boros György. Az Egylet első két közgyűléséről kiadott Értesítő helyett, a második rendes közgyűlésen határozták el „egy népszerű valláserkölcsi havi újság” kiadását, s első, rendkívüli száma meg is jelenik 1887 októberében. Célja a vallásos és erkölcsi élet ébresztése, az angol–amerikai kapcsolatok ápolása mellett elősegíteni a vidéki tanárok és lelkészek munkáját. 1925-ig Boros György szerkesztette,  főmunkatárs-szerkesztői Nagy Lajos, Brassai Sámuel, Tarcsafalvy Albert, Győrfi István, Gyallay Pap Domokos.
1925-től egy öttagú szerkesztőbizottság intézte a lap ügyeit. Ezután ismét egyszemélyes szerkesztés időszaka következett: 1928–35 között Szent-Iványi Sándor, 1935–44 között Benczédi Pál, 1944-ben Abrudbányai (Fikker) János, 1945-től 1948 februárjáig Kovács Lajos szerkesztette. 1944-től a szerkesztő mellett ismét szerepel a szerkesztőbizottság névsora: 1944-ben Ferencz József, Kővári Jakab, Lőrinczy Mihály, Molnár István, Újváry László, Ürmössy Gyula; 1945-től Csongvay Lajos, Darkó Béla, Ferenczy József, Fülöp Árpád, Gellérd Imre, Kőváry Jakab, Lőrinczy Dénes, Lukács Sándor; 1948-ban Bodor András, Létay Lajos és Simén Dániel.
Témaköreit és rovatait illetően a leggazdagabb unitárius lap volt, hasábjain költemények, vallásos és erkölcsi tárgyú vezércikkek, népművelést szolgáló publikációk, az egyházi és iskolai életről szóló értesítések olvashatók. Rovatai közül az ifjúsági rovat 1892 és 1894 között a Fiatalság Barátja címmel vált külön mellékletté, majd 1930 és 1936 között Kévekötés címmel önálló folyóirattá. A Nők rovata 1902-től 1908-ig Nők Világa címmel kéthavonként megjelenő melléklappá önállósult.
Munkatársai unitárius egyházi emberek voltak, elsősorban a Dávid Ferenc Egylet tisztségviselői. Az ismertebb és kevésbé ismert írók, költők, tudósok  közül Kőváry László, József János, Berde Áron, Rédiger Géza, Jékey Aladár, Berde Mária, Gárdonyi Géza, Jakab Ödön, Barabás Ábel, Kelemen Lajos, Vári Domokos, Sütő Nagy László, Mikó Imre, Nagy István, Létay Lajos. A fontosabb tanulmányokat a Dávid Ferenc Egylet Kiadványai sorozat különnyomatban is megjelentette.